# Burgstall Hahnentanz
Der Burgstall Hahnentanz ist der Überrest einer ehemaligen Höhenburg am Westhang des Falken, nordöstlich von Ittelsburg und ca. 500 Meter südlich des Burgstalls Falken im Landkreis Unterallgäu in Bayern. Im Laufe der Zeit wurde die Burg Bussenburg, Altittelsburg, und später Zwickerburg genannt. Es sind lediglich noch Gräben zu sehen.

## Geschichte
An der Stelle des heutigen Burgstalles befanden sich zwei Burgen. Die erste Burg war deutlich größer als die nachfolgende, befand sich im Besitz des kaiserlichen Heerführers Gerold vom Bussen und wurde komplett überbaut. Bis zum Jahre 1152 wurde die Burg „Ittelsburg“ (später „Altittelsburg“) genannt. Der Besitz dieser Burg ging später an Diepold Zwicker von Memmingen über. Dieser wurde im Jahre 1426 Dorfherr von Ittelsburg, das er Konrad Leutkircher abkaufte. Sein Sohn Hans Zwicker erbaute 1450 an gleicher Stelle die Burg neu, die seitdem „Zwickerburg“ genannt wird. Zwicker entwickelte sich zum Raubritter und übte Gewalt gegen Bürger von Kempten aus. Am 25. und 28. April 1457 steckten rund 200 Bürger aus Kempten die Burg in Brand und verwüsteten sie. Hans Zwicker wurde gefangen genommen und nach Kempten verschleppt, wo er an den Folgen seiner Verwundungen starb. Die Stadt Kempten wurde zu einer Zahlung von 600 Gulden an die Erben von Zwicker verpflichtet. Die Burg wurde nach der Verwüstung nicht mehr aufgebaut. 1496 ging der Besitz am Burgstall Hahnentanz an die von Pappenheim über. Der Burgstall steht heute unter Denkmalschutz.

Übersichtskarte der Burgställe bei Ittelsburg
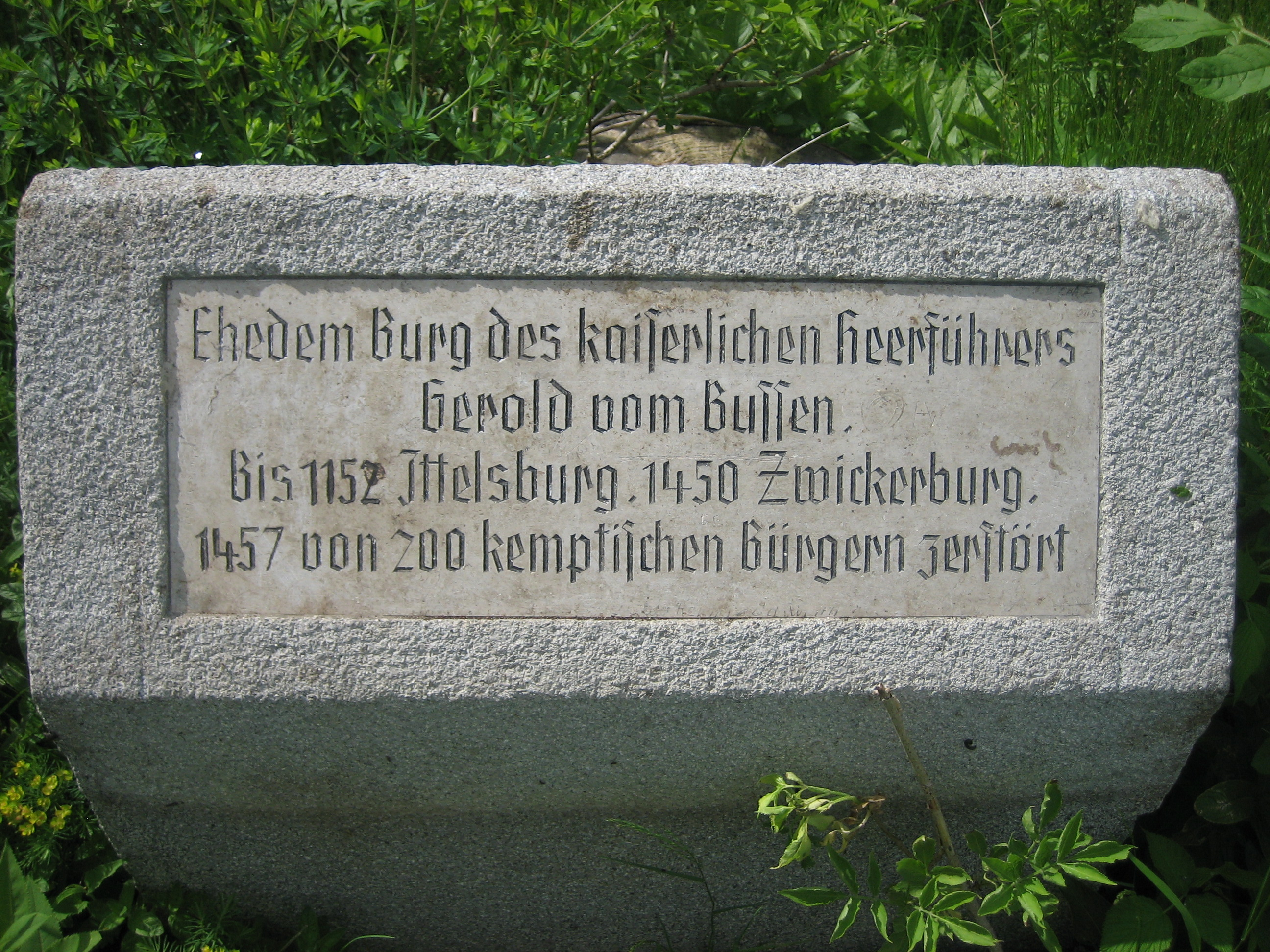
Denkmalstein der Zwickerburg